# Андрушкевич, Игорь Николаевич
И́горь Никола́евич Андрушке́вич (31 июля 1927, Белград — 22 августа 2021, Буэнос-Айрес) — общественный деятель русской эмиграции, публицист, журналист и политолог, живший в Аргентине.

## Биография
Родился 31 июля 1927 года в Белграде в семье полковника Николая Александровича Андрушкевича и Надежды Леонардовны Верженской. Крещение принял в Русской Зарубежной Церкви.
Обучался в начальной школе в Чачке, в 1938 году поступил в 1-й русский великого князя Константина Константиновича кадетский корпус в Белой Церкви.
В 1948 году вместе с матерью, двумя младшими сёстрами и младшим братом эмигрировал в Аргентину. Жил в Буэнос-Айресе. Получил журналистское и философское образование.
В 1950-е годы был членом редколлегии газеты «Frente Comun».
В 1962—1987 годах работал на частных металлургических заводах в аргентинской столице в должности финансового и административного директора.
В 1958 году женился на Анне Баукиеро. От этого брака имел троих сыновей. Все они говорят по-русски.
В 1960—1970-е годы был членом епархиального совета Аргентинской и Парагвайской епархии Русской Зарубежной Церкви, членом правления Русской православной конгрегации в Аргентине и личным секретарём архиепископа Буэнос-Айресского, Аргентинского и Парагвайского Леонтия (Филипповича).
В 1970—1995 годы печатался в русскоязычной еженедельной газете монархического толка «Наша страна». В 1982 году вошёл в редакционную коллегию газеты.
Более 30 лет преподавал историю России и государствоведение в русской субботней гимназии Организации российских юных разведчиков Буэнос-Айреса. Регулярно выступал с публичными докладами и лекциями, посвященными различным вопросам мировой и российской истории, философии, политики и экономики.
Около 30 лет являлся прихожанином Сергиевского прихода в Вижа-Бажестер, но в 2007 году в связи с уходом настоятеля храма в раскол, вернулся в приход Воскресенского собора.
С 1991 года — был председателем Объединения кадет российских кадетских корпусов в Аргентине.
В 1994 году закончил свой многолетний труд, под названием «Макрополитика (теория политики)», состоящий из 24 глав, в трех частях: государство, политические модели и доктрины и лучшее государство. Однако автору не удалось издать этой книги.
В 1995 году возобновил издание в Буэнос-Айресе ежеквартального вестника «Кадетское письмо», основанного в 1955 году и закрытого в 1962 году.
С 1998 года выпускал «Русские тетради. Независимый журнал русской политической мысли».
В 2002 году вместе со своей женой начал издавать историософский журнал на испанском языке «Перспективы». В том же 2002 году был назначен ответственным редактором ежегодного журнала «Кадетская Перекличка».
В январе 2009 года принимал участие в Поместном Соборе Русской Православной Церкви как делегат от мирян Южно-Американской епархии Русской Зарубежной Церкви.
23 августа 2010 года архиепископом Егорьевским Марком (Головковым) награждён орденом святого благоверного князя Даниила Московского III степени «во внимание к трудам по укреплению церковного единства».
С 2010 года Игорь Николаевич издавал Церковный Вестник Кафедрального Собора «Под Южным Крестом».
9 августа 2021 года был госпитализирован с почечной недостаточностью в тяжёлом состоянии. Незадолго до смерти исповедовался и причастился. Скончался 22 августа 2021 года в Буэнос-Айресе в возрасте 94 лет.

## Публикации
- «Макроистория» (Новосибирск, 1992)
- «Великая смута» (Буэнос-Айрес, 1995)
- «Симфония» (Буэнос-Айрес, 1995)
- «Воспитание русской военной молодёжи» (Буэнос-Айрес, 1999).

## Награды
- Почётная грамота Правительственной комиссии по делам соотечественников за рубежом (2008)[5].